# Aeródromo Barriles
El Aeródromo Barriles (OACI: SCBE) es un terminal aéreo ubicado junto a la ciudad de Tocopilla, Provincia de Tocopilla, Región de Antofagasta, Chile. Este aeródromo es de carácter público.

## Historia
Las primeras referencias del aeródromo de Barriles datan desde la década del treinta. La necesidad de vincular el puerto de Tocopilla con otras ciudades de Chile era imperante ante el aumento de los flujos de pasajeros en los vapores por la casi inexistencia de caminos entre Antofagasta y por la extensión del camino con Iquique. Caminos largos, arenosos, confusos y peligrosos.         
El municipio solicitó al Subsecretario de Aviación la implementación de un aeródromo:

“...el cual debe responder al creciente desarrollo de la ciudad y de la región y en la conveniencia nacional de surcar el aire...”.

Este deseo luego sería complacido con la implementación del aeródromo de Barriles: en un principio la pista apenas superaba los 1000 metros de largo.            
Luego, en 1932, el gobernador Lindorfo Alarcón, en un oficio enviado al Alcalde Juan Daniel Ruíz solicitaba mayor información en cuanto a las características de la habilitación de esta pista de planeo diciendo:  “la cancha de aterrizaje para aviones que existe en Barriles fue construida con fondos aportados por la I. Municipalidad, este hecho me hace presumir que existen antecedentes sobre el particular (…) por ello solicitó más información, en cuanto a dimensiones y planos de la misma (…) a petición de la Dirección de la Aeronáutica, agradeceré que sirva decirme si acaso la Municipalidad, estaría dispuesta a prestar alguna ayuda pecuniaria o de otra especia para la instalación y mantenimiento del aeródromo”.          
Desde entonces, Barriles comenzaba a tomar presencia como punto alternativo de viaje. Sus orígenes fueron precarios, con muchas dificultades de implementación y dificultades topográficas, tanto por el acceso, consistente en atravesar toda la macroforma que significa la Cordillera de la Costa a través de la Quebrada de Barriles, y las problemáticas propiamente físicas del aeródromo. 
Una vez que se instala el primer agente de LAN en Tocopilla, el español José Juan Iñesta, quien además fue dueño de la radio Covadonga, asumió el encargo de mejorar la habilitación de la pista.           
Antes de finalizar 1941 se dio término a las obras que se realizaban en los aeródromos de Barriles en Tocopilla y La Chimba en Antofagasta, con lo cual los aviones de la compañía LAN dejaron de maniobrar en el antiguo y malogrado aeródromo de Portezuelo.          
A comienzos de 1941, LAN recibe los tres primeros Lockheed Electra A - 10, estas naves iniciaron los primeros servicios a la zona norte el 11 de marzo de 1941, con una alta expectativa de los usuarios y ansiosos pasajeros.           
Con la incorporación de los aviones “Electra”, la línea aérea nacional,  estuvo en condiciones de atender los siguientes itinerarios a la zona norte: lunes, miércoles y viernes: Ovalle - La Serena - Vallenar - Copiapó - Taltal - Antofagasta - Tocopilla – Iquique; martes y sábados: Vallenar - Taltal – Antofagasta - Tocopilla - Iquique – Arica.
Según el piloto Sergio Barriga Kref, la pista de Barriles era tan deplorable que “en Tocopilla en un comienzo no se aterrizaba, pasando los aviones lento y muy bajo sobre la pista, oportunidad en que primero los pilotos lanzaban la valija con la correspondencia para enseguida, con un garfio que llevaban en el avión, coger otra que estaba colgada de unos postes.”    
Despuntando la década de 1960, ante el aumento de la demanda, la pista requirió ciertos arreglos, los cuales pasaban netamente por ampliar su longitud de 1200 metros a 1600, siendo preciso un ancho de 30 metros. El alcalde Julio Fernández, quien había tomado la idea de su antecesor Óscar Varela Hidalgo, mencionaba que “la prolongación debe consistir en 414 metros precisos, pavimentados, además de un ancho de 60 metros por ambos lados en la misma prolongación, pero sin pavimento, quedando en un total de 1614 metros cubiertos con asfalto”.   
El acta municipal hacía mención que la inspección estaría a cargo del Ministerio de Obras Públicas y que los costos no superarían los E° 84.000. Para dicho propósito, la empresa contratista de Nicolás Acle, contrataría a medio centenar de trabajadores.
En el informe del empresario contratista se mencionaba un severo desnivel en la pista que bordeaba los casi 15 metros, lo cual implicó un gasto no previsto en el presupuesto inicial, el que se manifestó básicamente en el traslado de mayor material de rellenos y su posterior compactación.        
El movimiento que generaba Barriles no era menor, la sede de LAN en Tocopilla estaba en calle Bolívar siendo su agente, en la década del 40, Juan Valentín Owen Latrille.
La importancia de este aeródromo, radica en que es allí en donde han aterrizado una serie de políticos con connotación nacional. Siendo la entrada norte de la ciudad en donde la comunidad esperaba a los mismos, para que, generalmente, se iniciara una caravana. Al menos esa fue la tónica en los finales de la década de 1980, cuando en la campaña por el plebiscito del No y el Si, llegaban los dirigentes. En ese mismo tenor, allí llegan todos los candidatos presidenciales. Otro momento crucial, fue al momento del terremoto del 2007, como sabemos Tocopilla quedó totalmente aislado por vía terrestre, y Barriles fue el único puente de vinculación que existió para que así llegasen los primeros socorros.